# Muyuan Foodstuff
Muyuan Foodstuff è la più grande compagnia di allevamento maiali dell'intera Cina, paese che è al tempo stesso il maggior produttore ed il maggior consumatore di tale carne. Venne fondata nel 1992 da Qin Yinglin e sua moglie, che iniziarono con 22 maiali: oggi la società alleva più di 500.000 scrofe.
Grazie ad una epidemia di peste suina africana  che ha colpito gli allevamenti cinesi di maiali, facendo diminuire di quasi un terzo la produzione di carne di questi animali e facendo salire i prezzi del 50%, Qin Yinglin risulta essere l'uomo che si è arricchito di più nel 2019, e nella lista delle persone più ricche del mondo secondo Forbes 2020 è al 43º posto, con un patrimonio personale di 18,5 miliardi di dollari.